# Boeingovo letiště
Boeingovo letiště, oficiálně Mezinárodní letiště okresu King, je dvouranvejové letiště, které provozuje King v americkém státě Washington. Je využíváno především pro obecné letectví a nákladní lety, přesto jej pár osobních přepravců využívá. Své jméno nese po Williamu E. Boeingovi, zakladateli společnosti Boeing.
Letiště se nachází především na území města Seattle, jižně od čtvrti Georgetown. Jižní konec letiště se však už nachází v Tukwile. Rozloha letiště činí 2,4 km² a ročně jej využije více než 375 tisíc letadel.

## Historie
S výjimkou období 2. sv. války, kdy jej přebrala americká vláda, bylo letiště hlavním letištěm v Seattlu, a to od dokončení konstrukce v roce 1928 až do konce 40. let, kdy jeho roli přebralo letiště Seattle-Tacoma International Airport. Společnost Boeing stále využívá letiště pro testování a distribuci letadel, navíc je letiště dále hlavním nákladním letištěm regionu. Také se jedná o přistávací zónu Air Force One, když navštíví zdejší oblast.
Momentálně letiště nepoužívá žádná větší aerolinka. V červnu 2005 však společnost Southwest Airlines požádala okres King o povolení k přemístění svého provozu v oblasti na Boeingovo letiště, v říjnu téhož roku však vedoucí okresu, Ron Sims, žádost zamítl. Později byla zamítnuta i podobná žádost společnosti Alaska Airlines. Obě aerolinky svou žádost odůvodnily tím, že se chtějí vyhnout vysokým poplatkům, které letiště Seattle-Tacoma zavedlo kvůli plánovanému rozšíření.
V roce 2007 bylo navrženo převedení letiště do majetku městského přístavu, výměnou za některou půdu, kterou přístav vlastní.

## Zázemí

### Boeing
Společnost Boeing má na letišti svá vlastní zázemí, jelikož zde testují a distribuují letadla Boeing 737. Také zde společnost vlastní hangár pro lakování letadel.
Původní továrna pro tato letadla se nacházela hned vedle letiště, jelikož tehdy, v 60. letech, hlavní továrna Boeingu, v nedalekém Rentonu využívala celou svou kapacitu pro letadla Boeing 707 a 727. Po 271 vyrobených kusech byla na konci roku 1970 i produkce letadel 737 přemístěna do Rentonu. Na letišti se dále vyrábí letadla AWACS.

### Muzeum letectví
V jihozápadním rohu letiště se nachází Muzeum letectví. Mezi vystavenými letadly je i Concorde, který na letišti přistál roku 1984. Z muzea se dá také sledovat pohyb letadel na letišti.

## Policie a hasiči
Letiště má smlouvu s okresním šerifem na policejní služby na letišti. Policisté přidělení k letišti mají speciální uniformy i vozidla. Momentálně zde pracuje na plný úvazek 17 důstojníků nebo seržantů a jeden náčelník. Důstojníci musí mít také certifikáty z oblastí hasičství a zdravotnictví.

## Aerolinky

### Osobní
- Kenmore Air - Orcasův ostrov, Friday Harbor, Port Angeles
- SeaPort Airlines - Portland, Newport (Oregon)

### Nákladní
- Airpac Airlines
- ABX Air
- Air Transport International
- Ameriflight
- Nolinor Aviation Cargo
- UPS Airlines